# مجموعة التميمي
مجموعة التميمي (بالإنجليزية: Tamimi Group) هي مجموعة سعودية كبيرة من الشركات العاملة في سلاسل محلات السوبر ماركت، الفنادق، المطاعم، العقارات، خدمات ومستلزمات حقول النفط، بناء الطرق، النقل والشاحنات، توليد الطاقة وتنقية المياه.

## التاريخ
تأسست الشركة عام 1942 على يد الراحل الشيخ علي بن عبد الله التميمي، وتمتلك الشركة ويديرها ورثته. الرئيس الحالي هو طارق علي التميمي.

## الأنشطة
بدأت مجموعة شركات التميمي، باعتبارها المورد الرئيسي لقطع الغيار لشركة أرامكو السعودية العملاقة للنفط، في العديد من المشاريع المشتركة، مع شركات متنوعة مثل جنرال إلكتريك وسيفوي.
في عام 2018، افتتحت أسواق التميمي مقرها وأكبر متجر لها في الدمام.
مجموعة التميمي نشطة في القطاعات التالية:
- الاستيراد والتوزيع: شركة التميمي التجارية - تي سي سي ام (منذ عام 1949).
- التطوير العقاري (منذ 1953).
- الطاقة والأنشطة الصناعية (منذ 1976).
- خدمات الأغذية وإدارة المنشآت (منذ عام 1977) وصناعة الأغذية (منذ عام 2009).
- تجارة المواد الغذائية بالتجزئة: أسواق التميمي (منذ عام 1979)، مع 45 متجرا في المملكة العربية السعودية.[4][5]

- البناء (منذ 1998).

## وصلات خارجية
- الموقع الرسمي